# Marines Football Club
Actualités
Le Marines Football Club est un club rwandais de football basé à Gisenyi.

## Histoire
Le club participe à de nombreuses reprises au championnat de première division. Il se classe notamment sixième lors de la saison 2008-2009, avec un total de 7 victoires, 5 nuls et 10 défaites.